# Méliphage versicolore
Gavicalis versicolor
Espèce
Statut de conservation UICN

 LC UICN 3.1 : Préoccupation mineure
Le Méliphage versicolore (Gavicalis versicolor, anciennement Lichenostomus versicolor) est une espèce de passereaux de la famille des Meliphagidae.

## Répartition
On trouve cette espèce dans le nord-est de l'Australie et sur l'île de Nouvelle-Guinée.

## Habitat
Il habite les mangroves tropicales et subtropicales.

## Taxinomie
À la suite des travaux phylogéniques de Nyári et Joseph (2011), cette espèce est déplacée du genre Lichenostomus vers le genre Gavicalis par le Congrès ornithologique international dans sa classification de référence version 3.4 (2013).

### Sous-espèces
D'après le Congrès ornithologique international, cette espèce est constituée des quatre sous-espèces suivantes :
- Gavicalis versicolor intermedius (Mayr & Rand) 1935
- Gavicalis versicolor sonoroides (Gray,GR) 1862
- Gavicalis versicolor versicolor (Gould) 1843
- Gavicalis versicolor vulgaris (Salomonsen) 1966